# Burkel
Burkel is een buurtschap ten zuidwesten van de Oost-Vlaamse plaats Maldegem en ten westen van Kleit.

## Groot Burkelhof
Van oudsher een heidegebied in het Maldegemveld, werd het ontgonnen vanuit het Groot Burkelhof, een hoeve aan de huidige Groot Burkeldreef 1-3, welke eigendom was van de Abdij Ter Doest, en vanaf 1624 van de Abdij Onze-Lieve-Vrouw Ten Duinen.
Na een brand in 1661 werd het deels houten complex vernield. Van 1663-1667 werd een bakstenen woonhuis gebouwd. In de 18e eeuw werden tal van bedrijfsgebouwen gebouwd of vernieuwd. In 1794 werd het kerkelijk bezit verbeurd verklaard en in 1801 werd het gekocht door de familie Lippens.
Tegenwoordig is de boerderij gesplitst en zijn er twee woningen. De omgrachting werd gedempt. Op het erf is een voormalige boerenwoning aanwezig die vermoedelijk uit 1785 stamt.

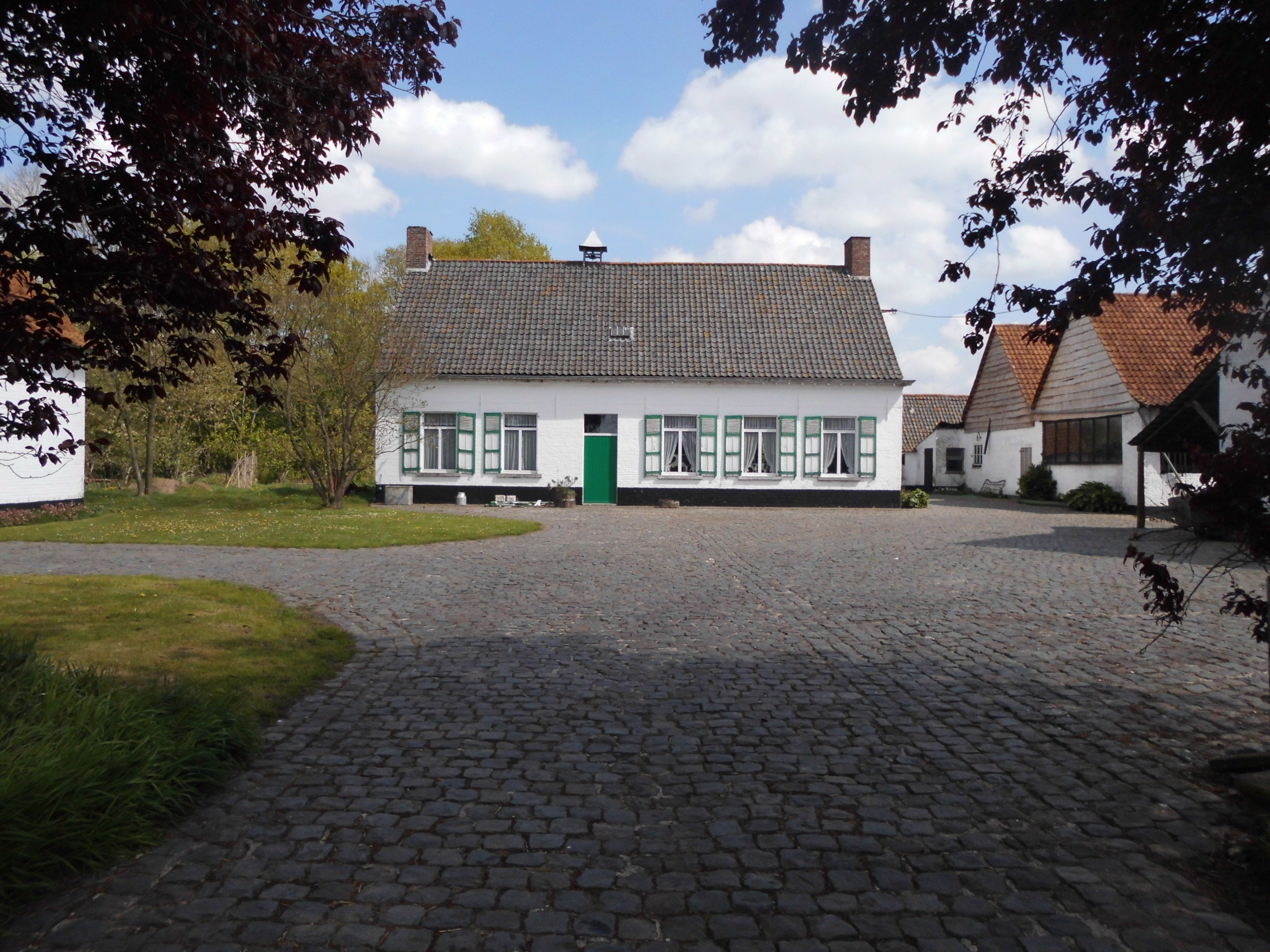
Groot Burkelhof

## Eerste Wereldoorlog
Burkel is bekend geworden door de Charge van Burkel (of: Slag bij Burkel), welke plaats vond op 19 oktober 1918. Hierbij werd de Duitse weerstand gebroken, maar het eiste veel slachtoffers. Een monument bevindt zich aan de Francis de Meeuslaan, op de plaats waar de charge plaatsvond. Het is een natuurstenen zuil, die geplaatst werd in 1931.
Zie ook
- Victor van Strydonck de Burkel

Deelgemeenten: Adegem · Maldegem · Middelburg

Overige dorpen en gehuchten: Appelboom · Blakkeveld · Burkel · Donk · Heuledonk · Kattenhoek · Kleit · Kruipuit · Kruisken · Moerhuize · Onderdijke · Strobrugge · Vake · Veldekens · Vossenhol

Belgische gemeenten · Arrondissement Eeklo · Oost-Vlaanderen · Vlaanderen